# غضران (صنعاء)

تعديل مصدري - تعديل

غضران هي إحدى قرى الجمهورية اليمنية. تتبع جغرافيا لمحافظة صنعاء وإداريًا لمديرية بني حشيش. يبلغ تعداد سكانها 4304 نسمة حسب الإحصاء الذي أجري عام 2004.